# Пунцево
Пунцево — железнодорожный разъезд в Сонковском районе Тверской области. Входит в состав Григорковского сельского поселения.

## География
Находится в восточной части Тверской области на расстоянии приблизительно 4 км на восток-северо-восток по прямой от районного центра поселка Сонково.

## История
Железнодорожный разъезд был отмечен уже только на карте 1981 года.

## Население
Численность населения: 1 человек (татары 100 %) в 2002 году, 0 в 2010.